# Campurdarat
Campurdarat is een bestuurslaag in het regentschap Tulungagung van de provincie Oost-Java, Indonesië. Campurdarat telt 8315 inwoners (volkstelling 2010).